# آلتو آلگره دو پینداره
آلتو آلگره دو پینداره (به پرتغالی: Alto Alegre do Pindaré) یک سکونتگاه مسکونی در برزیل است که در مارانیائو واقع شده‌است.